# Inima cântă
Inima cântă (grafiat la acel timp Inima cîntă, titlul original: în rusă Сердце поёт, transliterat: Serdțe poiot, în armeană Sirtn e yergum) este un film muzical sovietic, realizat în 1956 de regizorul Grigori Melik-Avakian, protagoniști fiind actorii Artur Aidinian, Gracia Nersesian, Vagram Papazian și Liliia Oganesian.
Filmul, bazat pe biografia romanțată a Artistului Poporului din Armenia, cântărețul cu voce de tenor, cândva celebru Artur Aidinian, prezintă povestea unui talentat cântăreț orb care s-a repatriat împreună cu tatăl său în Armenia, unde și-a găsit fericirea și dragostea.

## Conținut
În anii pre-revoluționari, maestrul Garib, fugind de sângerosul masacru, a părăsit Armenia către unul dintre orașele de pe coasta balcanică. Spiritul antreprenorial al orașului portuar plin de viață a pus stăpânire pe Garib. Împreună cu compatriotul său Gabriel-aga, a decis să deschidă o tavernă. Dar s-a întâmplat un necaz: micuțul Karen, fiul lui Garib, jucânduse pe faleeză cu Sona, fiica lui Gabriel-aga, a fost luat de un val și s-a lovit cu capul de o stâncă, cauzându-i pierderea vederii. Garib și-a cheltuit toți banii pentru tratamentul fiului său, însă fără succes.
Au trecut câțiva ani. Garib a suferit în sărăcie, iar Gabriel-aga se îmbogățea. El și-a trimis fiica Sona la Conservatorul din Paris. Karen, în schimb, cânta în taverna lui Gabriel-aga pentru a câștiga câțiva bănuți. Oamenii obișnuiți, marinari din diferite țări, au ascultat cu plăcere cântărețul supradotat. Cântecele lui erau frumoase dar triste. Karen aștepta cu răbdare întoarcerea iubitei sale Sona, care în cele din urmă a sosit. Fata i-a spus tatălui ei că vrea să se căsătorească cu Karen, însă Gabriel-aga nu-și putea permite ca fiica sa, să devină soția unui muzician orb...

## Distribuție
- Artur Aidinian – Karen Garibian
- Gracia Nersesian – Garib, tatăl lui Karen
- Vagram Papazian – Gabriel-aga
- Liliia Oganesian – Sona
- David Malian – Markarian
- Luiza Samvelian – Mardjan
- Varvara Șahsuvarian – Virginia
- Artim Karapetian – Pul
- Irina Radcenko – Gliko
- Tatiana Haceatrian – Barbara
- Murad Kostanian – Kartaș, pietrar
- Gurghen Djanibekian – directorul plantației
- R. Tigranian – Jose Marie
- Așot Nersesian – Luka
- Ghevog Aslanian – directorul
- Leonid Cembarski – clarvăzătorul
- Leonid Doblatov – Așot
- Samson Sardarian – pescarul bătrân

## Culise
Filmările au fost făcute în Erevan și Odessa.

## Premii
La festivalul de filme sovietice din 1957, rolul principal din Inima cântă i-a adus lui Aidinian titlul de laureat, dar aceasta este, un aspect colateral, ca un omagiu al politeții, la premiul principal și echitabil din același an Medalia de aur și Diploma de gradul I la Concursul vocal al Uniunii.